# Tots Sants
Tots Sants (de l'expressió llatina: Omnia Sanctorum) és una festa tradicional catòlica dedicada al record dels avantpassats que se celebra el dia 1 de novembre i que està íntimament relacionada amb la festa que se celebra l'endemà, la del Dia dels Morts o Dia dels Difunts, el 2 de novembre. En alguns indrets, també hi resta la tradició de fer representacions teatrals. La creença tradicional és que l'1 de novembre, els vius visiten els morts, també és moment en què es mengen les castanyes i els panellets i el 2 de novembre, els morts visiten els vius, també es fan les representacions teatrals. Aquesta festivitat és una de les més antigues en el món cristià. A Espanya, França i Portugal, entre molts altres països de la mateixa tradició, és un dia festiu. Per Tots Sants s'acosta el fred i els dies s'escurcen com més va més; i la natura, després de l'estiu, entra en una època de mort aparent. Per tot això, no és estrany que des de l'antiguitat moltes cultures instituïssin el dia de record dels morts entorn d'aquestes dates.

## Història

### Origen
Tots Sants deriva, en concret, d'una festa cèltica anomenada Samhain que es feia per venerar els morts. Per als pobles celtes, l'any estava dividit en dos grans períodes: el temps clar i el temps fosc. El primer es referia a l'època de primavera i d'estiu en el qual el sol es pon cada vegada més lentament, hi ha llum i calor. El segon període es referia a la tardor i l'hivern en els quals els dies s'escurcen cada vegada més, fa fred i la foscor s'apropia d'una gran part del dia.
Els dies que comprenien la festa del Samhain eren uns dies que estaven fora dels dos períodes, és a dir, no estaven inclosos en cap dels dos. No obstant això, tothom era conscient que els dies Samhain donaven la benvinguda al període d'obscuritat i això possibilitava que les portes de l'altre món restessin obertes i els morts poguessin contactar amb els vius. Les festes Samhain també coincidien en una època de l'any en què els camps i les terres semblen igual d'esmorteïdes que el mateix món dels difunts. Ha passat el temps de collita i de la verema, aquesta és època de sembra i els camps se submergeixen en un estat latent fins que, amb la primavera, següent tot torni de nou a la vida.
En aquestes mateixes dates els romans celebren les festes de Pomona, festes dedicades a la deessa dels arbres fruiters, amb un sentit molt similar.

### Cristianització
La festa s'ha anat reactualitzant al llarg dels segles i ha arribat a l'actualitat amb modalitats diverses, destacant l'angloamericana de l'Halloween, nom que prové de la contracció de la traducció de vigília de Tots Sants, All Hallows' Eve; i la continental, centrada en la visita als cementiris.
La creença popular que l'1 de novembre estava dedicat a celebrar l'onomàstica de tots els sants, davant el calendari oficial que només pretenia recordar a aquells que no tenien una festa especial, va facilitar la difusió de la idea que el matí del dia estava dedicat als vius i la tarda als morts, avançant, en molts llocs, la commemoració dels Difunts a la vigília. De totes maneres la visita als cementiris i l'ofrena de flors a les tombes dels familiars característiques de qualssevol dels dos dies hi ha estat associada, durant molt de temps, a certes formes de costumisme veïnal, com és l'estrena de peces d'abric, l'aparició de castanyeres als carrers o la venda de dolços característics, com els "panellets de mort" o els "ossets de sant", que omplen els aparadors de les pastisseries.
Antigament, però, aquestes visites es feien en les èpoques de les collites. El culte als morts es manté fins al dia d'avui. Normalment es diu una missa en honor dels morts i, després, es fa una visita al cementiri per dur flors als difunts i arreglar una mica la seva tomba.

## Tradicions
La majoria de les tradicions tenen un ample espectre geogràfic, ja que la celebració és molt pareguda tant en conceptualització com en vivences en tots els llocs de tradició catòlica. Malgrat açò, és cert que hi ha costums més arrelades en uns llocs que en altres.
Aquesta amplitud de costums es deu, en part al fet que Tots sants és una data que barreja dos conceptes,  d'una banda és el dia en què es recorden els parents morts, i un dels dies màgics en què les ànimes en pena "poden fer de les seues"; i d'una altra, marca el començament de l'hivern, considerant-se com el punt de partida per a moltes tasques hivernals, como posa de manifest el refrany: “Per novembre, qui tinga llavor que sembre”.
Totes aquestes referències associades al record i commemoració ancestral als desapareguts, estan vinculades a la consideració col·lectiva, a la mentalitat predominant en cada moment històric sobre la idea de la mort que inevitablementen ha variat al llarg del temps.
Dintre del territori espanyol hi ha una gran varietat de costums relacionats amb aquesta festivitat, malgrat que hi ha autors, com ara Antoni Ariño Villarroya que consideren que el dia 1 de novembre, malgrat ser un dia en el qual no es treballa, no es pot considerar estrictament una festa, encara que ha donat lloc a un ritual col·lectiu d'una considerable importància.
Les tradicions típiques d'aquest dia troben antecedents en els hàbits funeraris medievals, en les libacions o en el "dinar de morts" que reunia als cercles pròxims després de l'enterrament o en els banquets fúnebres, realitzats en honor del desaparegut, totes les quals van ser erradicades a mitjan segle xvi, ja que en aquell moment l'Església catòlica va intentar que les viandes que tradicionalment es distribuïen, sobre les mateixes tombes dels morts, a clergat i pobres, que es reunien al voltant de les mateixes per a pregar per ells i rebre almoina, foren distribuïdes d'una forma menys supersticiosa. Aquesta pràctica estava molt generalitzada per tot el país durant els segles XIV i XV, i fins i tot aparéixia prevista en alguns testaments amb l'objecte d'assegurar les pregàries que milloressin la situació a l'altra vida.
L'aplicació de les lleis sumptuàries baixmedievals, les Ordenances del Consell de València, prohibien encendre ciris de colors sobre les tombes i les d'Elx, prohibien col·locar teles i draps luxosos com adorns de les mateixes.
La distribució de pa, la lluminària i l'honra fúnebre, pretenien concretar precs per les ànimes el difunt i millorar el seu estat en el purgatori.
Encara en el segle xviii la subsacristía de la Catedral de València realitzaven aquestes almoines que demoraven la celebració dels oficis i incomodaven als files durant els sufragis, de manera que les ofrenes de pa es van substituir per les robes per als menesterosos.
Aquests actes i ritus estaven propers a les supersticions i tractaven de mantenir la comunicació entre el món dels vius i el més enllà. Els primers cristians, creient que la finalitat del món era a prop, consideraven que les ànimes dels difunts havien d'esperar el seu destí: la glòria o l'infern, a l'adveniment del Regne de Déu i el Judici Final. Ara bé, al segle xii es perfila amb més precisió l'existència d'un espai intermedi: el purgatori, on les ànimes esperaven el moment d'aquest adveniment i judici Final. Així els cristians estaven cridats a preparar-se per "ben morir", mitjançant l'elaboració del testament, el penediment de les males accions, la recepció dels últimos sagraments, etc. I els familiars també podien ajudar a reduir les penes dels difunts amb almoines, sufragis, misses, aniversaris, dejunis o lluminàries.

### Anada al cementiri
El canvi en la percepció i en el sentiment de la mort, i fins i tot pel que fa a la relació amb els difunts, queda palès en l'aspecte i sentit que han arribat a tenir els cementiris. Així al llarg de segle xviii comença a canviar el costum d'enterrar a l'interior de les esglésies, tot i que no és fins a principis de segle xix que no es comença a construir els primers cementiris municipals.
Els canvis socials i perceptius s'unien a les noves opinions sobre la higiene i profilaxi, s'unien a una nova moralitat i una nova concepció de la mort. Així la recerca de la protecció eclesial després de la vida semblava no casar amb el nou esperit urbanita, de manera que es torna a la pràctica romana d'enterrar els morts en llocs allunyats de les ciutats, especialment al costat dels principals camins.
Els conceptes de dignitat, poder i riquesa són els que determinaran els elements de jerarquització dels cementiris durant els segles V i XVIII. A Elx, les autoritats medievals hagueren de regular l'exhibició de cobertors  a l'hora d'ornamentar les tombes per evitar l'excés.
Des de finals del xviii es va produir una progressiva transformació del concepte de mort com a conseqüència de l'expansió de l'ideari il·lustrat, que el romanticisme desenvolupà posteriorment. Aquests canvis estaven relacionats amb canvis en la concepció de la família i de l'espiritualitat occidentals, molt vinculades amb els raonaments laics de la burgesia dominant en les noves societats capitalistes. Del record i la constant enyorança dels difunts, es va passar al desig de visitar les tombes, per la qual cosa aquestes havien de ser individuals i recognoscibles, per tant identificables, la qual cosa dona lloc a les làpides, inscripcions, gravats, retrats, etc.
Tots Sants és dia de recordar els difunts. Per això hi ha el costum d'anar al cementiri a visitar la tomba dels avantpassats, arranjar-la i ornar-la amb flors. Aquesta tradició té un caràcter familiar i es manté en la intimitat.
Segons Ariño, ja a mitjan segle xix molta gent, de la zona que actualmente conforma la Comunitat Valenciana, visitava el cementeri a fi de retre culte i recordar els familiars difunts, així com col·locar flors en els seus nínxols i tombes. I al temps, al camí de Jesús (ja centrant-se a la ciutat de València), se situaven venedors de porrat, flors i queviures, cosa que va fer necessària la intervenció de l'ajuntament per a regular el trànsit al voltant de 1850, prohibint-se la venda de porrat des de 1851, per considerar-se desentonant amb l'aspecte greu i seriós de la festivitat en sí. Una altra tradició a més de la visita al cementeri era la de assistir als temples per oir el major nombre de misses possibles, açò com a forma d'aconseguir alliberar les ànimes del purgatori dintre de la lògica de l'economia de la salvació.
Durant la II República la festa va perdre el caràcter festiu, sense tindre en compte que la festa transcendència l'aspecte religiós podent-se considerar com un fet sòcio-cultural. Per la qual cosa la gent malgrat la supressió continuà fent les visites al cementeri i assistint a les misses, sent la concurrència major que en altres anys. És en aquest moment quan l'Ajuntament de València secularitza el cementeri, com a signe d'abolició de les discriminacions de caràcter ideològic i donà festa a partir de les dotze al personal d'oficines i serveis municipals.
En algunes zones es conserva la tradició de quedar tota la família i acudir en comitiva a la tomba i resar allà els tres rosaris per les ànimes dels difunts (la Safor), o se sentia missa al camp sant (Piles). Al Grau de València sortia la "animera" dona endolada que recorria els carrers tocant una campana i salmodiant oracions, per recollir almoina per les ànimes dels veïns difunts.
Les limitacions a l'engrandiment dels cementiris i, la cada vegada més estesa tradició de la incineració (i el posterior esplai de les cendres en intimitat familiar), a donat lloc al desenvolupament d'una mentalitat naturalista que fa a la materialitat biològica de la humanitat, i a la creixent laïcització de la mort; aquest fenomen ha fet que aquesta festa es desarreli del seu significat més ancestral.

### Altars familiars
Una altra tradició que ha anant decaient és la dels altars a les cases, al temps a les escoles els nens i la gent jove incorporen tradicions de la festa anglosaxona de Halloween, incorporant la decoració de carabasses, que recorda el vagar de l'ànima del desgraciat Jack, persona tan dolenta que no el volien ni al cel ni a l'infern, i al qual el dimoni li havia donat com llanterna una carabassa buida amb un ciri dins. També s'ha popularitzat la tradició celta segons la qual els morts demanaven menjar als mortals sota l'amenaça de "o em dones o et faig una entremaliadura!", el que ha donat lloc a la tradicional cavalcada de nens demanant dolços als veïns, porta a porta, disfressats de morts o de monstres.
L'origen d'aquests altars està en col·locar fotos dels seus difunts davant d'un recipient d'animetes, una per cada un d'ells, i intentàvem que es mantingueren enceses força temps, per si cap es trobava en pena i necessitava llum. A més es pensava que la llum servia perquè el difunt trobara la seua llar, de manera que els familiars pensaven que si oblidaven posar-les, els seus difunts vindrien a queixar-se’n.

### Assistència a misses i resos
Al segle xiv destaquen les misses votives, en nombre de 33 anomenades de Sant Amador, les 101 del papa Climent, les 45 de Sant Gregori o les 5 de Sant Agustí. Totes elles van constituir una sèrie de misses celebrades en nombre preestablert, amb condicions específiques de pregàries, lluminàries, dejunis i fins i tot acompanyades de reclusió temporal dels celebrants per aconseguir el propòsit desitjat.
La versió catalana d'aquestes sèries al segle xiv, constava del següent cicle: set pels set goigs de la Mare de Déu, tres per la Trinitat, un a l'Esperit Sant, una a Santa Margarida, set a Santa Magdalena, tres als àngels, quatre als apòstols, una als evangelistes, una a la Santa Creu, una als màrtirs, una als confessors, una a les verges i tres als difunts, resultant en total 34 misses en cadascuna de les quals s'exigia la creació d'un nombre determinat de veles.
En 1566 el concili provincial de València va posar en vigor les disposicions del Concili de Trento, van abolir totes aquestes pràctiques. Malgrat això fins i tot en l'actualitat entre els més practicants hi ha la tradició de dedicar misses als difunts.
Es considerava que era necessari resar i oferir una llum funerària per a poder traure una ànima del purgatori, ja que es tenia la creença que els morts pujaven al cel entre el dia primer al segon, és a dir, entre Tots Sants i el dia de les ànimes. Per això es buscava un moment en el dia per a pregar per aquelles.

### Tradicions gastronòmiques
Un d'elements de major perdurabilitat ha estat el component gastronòmic d'aquesta festa.
Per la vesprada, al tornar a casa de veure als familiars difunts en el cementeri, es feia un sopar en família i degustaven pastes, bunyols o ossos de sant que les dones havien preparat, i bevien mistela o licor d'herbes. Després del sopar era costum contar llegendes d'apareguts, històries o contes d'ànimes en pena, assassinats, fets macabres i anècdotes sobre els seus difunts.
Fins fa relativament poc es realitzava la benedicció de pans o coques a les esglésies i la seva distribució entre els assistents als oficis per ser consumides en els seus domicilis, ja que es creia que el seu consum era beneficiós per a les ànimes de purgatori. Existeixen fins i tot documentacions sobre aquestes tradicions en llocs com: Sogorb o Sueca, ja que els veïns portaven a les esglésies cabassos de pa per repartir entre el clergat i els pobres.
Són típics també un tipus de pastissets fets de diverses maneres, segons els indrets, que en molts llocs reben el nom de panellets. De panellets, n'hi ha de moltes menes, com ara de coco, de xocolata, d'ametlla, de cafè, de pinyons, etc. Abans era tradició que aquest dia els padrins regalaven els panellets als seus fillols.
A Albaida es fa a més una coca molt especial anomenada “fogassa”. Altres llocs fan coces de carabassa o de panses i nous.
Als Ports, després de guarnir les sepultures, la família menjava a sobre una coca quan el ciri, encés al centre, cremava el sucre de la pasta. Antigament el panellets es duien en cistelles a l'església per beneir-los en la missa major i es menjaven al mateix temple, no s'ha de perdre de vista que en aquella època els cementeris eren encara de l'església. El que es destaca és que el record i culte als morts estava molt relacionant amb el menjar, els queviures i els presents en el mateix velatori. Es solía celebrar un àpat després de l'enterrament, en alguns pobles es dedicava també als difunts el ressopó de la nit de Cap d'Any. Hi ha documentació de celebracions amb àpats relacionades amb difunt ja en època grega i romana. La presència d'aliments al voltant dels difunts tracta de facilitar-los provisions per al seu viatges a l'altre món, al qual es creia que no s'incorporaven immediatament. El panellets també són el viàtic per a l'altra vida, dels que passen a les “cases on no pasten”

#### Castanyada
Gastronòmicament, un dels costums més característics de la festivitat és la castanyada, una trobada originàriament de caràcter familiar per a menjar castanyes torrades i moniatos, productes típics de la tardor. Aquesta pràctica s'ha estès a l'àmbit ciutadà i avui molts ateneus, centres cívics, associacions o escoles organitzen castanyades populars que apleguen molta gent en un ambient festiu.

### Representacions teatrals
Al segle xix els hospitals, manicomis, incloses o col·legis benèfics solien aprofitar les dues festes per sol·licitar donatius, ia la tarda feien representacions teatrals al·lusives, en què predominava el dramàtic tema de l'episòdic retorn a la vida dels ja desapareguts.
Totes aquestes referències associades al record i commemoració ancestral als desapareguts, estan vinculades a la consideració col·lectiva, a la mentalitat predominant en cada moment històric sobre la idea de la mort que inevitablement ha variat al llarg del temps.
Fins al segle xx la festivitat de Tots Sants havia comptat amb manifestacions de teatre popular, i la peça més representada era Don Juan Tenorio, tant en la versió original com en una altra d'humorística i burlesca.
En llocs del camps i la ciutat d'Alacant diversos grups d'aficionats es reunien per a representar obres teatrals relacionades amb la mort. L'obra de Zorrilla, Don Juan Tenori es considerava una tradició més en aquest dia.